# Antoni Wojcieszyn
Antoni Wojcieszyn (ur. 15 czerwca 1898 w Woli Korybutowej, zm. 22 maja 1965 w Świętochłowicach) - lekarz, działacz społeczny.

## Życiorys
Szkołę średnią ukończył w Lublinie, a dyplom doktorski uzyskał w 1925 po ukończeniu z odznaczeniem Uniwersytetu Warszawskiego. W 1927 rozpoczął pracę w Chorzowie. Jednak już w 1931 przenosi się do Świętochłowic, gdzie w 1933 zostaje pierwszym Polakiem na stanowisku dyrektora szpitala w Świętochłowicach. Podczas jego dyrektorowania placówka świętochłowicka uchodziła za jedną z lepszych na Śląsku.
Wojcieszyn w swojej pracy społecznej związał się przede wszystkim z walką o polskość Śląska. Poza wieloma obowiązkami był także prezesem Śląska Świętochłowice. 
We wrześniu 1939 ewakuuje szpital przed wkroczeniem wojsk hitlerowskich, dla potrzeb armii polskiej. Ścigany potem przez gestapo. Ucieka do Krakowa, a później do Brzeska, gdzie organizuje szpital.
W 1945 po wyzwoleniu Świętochłowic obejmuje ponownie funkcję dyrektora szpitala w tym mieście. Po wojnie znów organizuje politykę zdrowotną miasta. Pomaga w organizacji zdrowia w Gliwicach. 
Został odznaczony  Krzyżem Kawalerskim Orderu Odrodzenia Polski oraz Srebrnym Krzyżem Zasługi.